# Apple (album, Mother Love Bone)
Apple  je jediné dlouhohrající studiové album americké grungeové kapely Mother Love Bone. Album bylo vydáno v létě roku 1990, jen několik dní po smrti frontmana kapely Andrewa Wooda.

## Seznam skladeb
1. "This Is Shangrila" (Andrew Wood, Stone Gossard, Mother Love Bone) – 3:42
2. "Stardog Champion" (Wood, Gossard, Mother Love Bone) – 4:58
3. "Holy Roller" (Wood, Jeff Ament, Mother Love Bone) – 4:27
4. "Bone China" (Wood, Gossard, Mother Love Bone) – 3:44
5. "Come Bite the Apple" (Wood, Gossard, Mother Love Bone) – 5:26
6. "Stargazer" (Wood, Mother Love Bone) – 4:49
7. "Heartshine" (Wood, Mother Love Bone) – 4:36
8. "Captain Hi-Top" (Wood, Mother Love Bone) – 3:07
9. "Man of Golden Words" (Wood, Mother Love Bone) – 3:41
10. "Capricorn Sister" (Wood, Gossard, Mother Love Bone) – 4:19
11. "Gentle Groove" (Wood, Mother Love Bone) – 4:02
12. "Mr. Danny Boy" (Wood, Gossard, Mother Love Bone) – 4:50
13. "Crown of Thorns" (Wood, Mother Love Bone) – 6:18
14. "Lady Godiva Blues" (Wood, Ament, Greg Gilmore, Bruce Fairweather, Gossard) - 3:23